# Carême
Carême fransk-amerikansk historisk och biografisk dramaserie som hade premiär den 30 april 2025 på Apple TV+. Serien består av åtta avsnitt.

## Handling
Serien handlar om Marie-Antoine Carême, och hur han lyckades ta sig från fattigdom till att bli en av historiens mest hyllade kockar. Hans vägar korsades med bland andra Napoleon, tsar Alexander och familjen Rothschild.

## Rollista (i urval)
- Benjamin Voisin – Marie-Antoine Carême
- Lyna Khoudri
- Jérémie Renier – Charles Maurice de Talleyrand
- Pauline Sagetat
- Eric Geynes